# Aidia impressinervis
Aidia impressinervis là một loài thực vật có hoa trong họ Thiến thảo. Loài này được (King & Gamble) Ridsdale mô tả khoa học đầu tiên năm 1996.